# Barroca
João Gabriel Silva Ferreira oder kurz Barroca (* 29. Juli 1986 in Mealhada) ist ein ehemaliger portugiesischer Fussball-Torhüter, der zuletzt bei Stade Lausanne-Ouchy spielte.

## Karriere
Barroca wurde bei Académica de Coimbra ausgebildet. Nach einigen Stationen in den portugiesischen Ligen wechselte er zum Schweizer Traditionsverein Servette FC, dort war er in einem Zweikampf um den Torhüterposten mit David González verwickelt, konnte sich aber nach dem Aufstieg in die oberste Schweizer Liga durchsetzen. In der Saison 2013/14 wurde der Zweikampf zu einem Dreikampf ausgeweitet, in dem sich der dritte Torhüter Roland Müller durchsetzte. Barroca verlor seinen Stammplatz und wurde daraufhin zum FC Lausanne-Sport ausgeliehen, wo er den verletzten Stammtorhüter Kevin Fickentscher ersetzen sollte. Barroca konnte aber trotz guten Leistungen den Abstieg von Lausanne-Sport in die Challenge League nicht verhindern.
Auf die Saison 2014/15 kehrte Barroca wieder zum Servette FC zurück, wo er hinter Roland Müller immer noch die Nummer 2 war. Zur Saison 2015/16 wurde er an den Lancy FC ausgeliehen. Nach Vertragsende spielte er 2016/17 weiter beim Lancy FC, 2017/18 bei Stade Nyonnais und 2018/19 beim Meyrin FC. Danach wechselte er zu Stade Lausanne-Ouchy, wo er 2021 seine Karriere beendete.

## Erfolge
Im Jahr 2011 stieg Barroca mit dem Servette FC in die Super League auf.